# Куп домаћих нација 1932.
Куп домаћих нација 1932. (службени назив: 1932 Home Nations Championship) је било 45. издање овог најелитнијег репрезентативног рагби такмичења Старог континента. а 28. издање Купа домаћих нација.
Прво место су поделили Енглези, Ирци и Велшани.

## Такмичење
Велс - Енглеска 12-5
Шкотска - Велс 0-6
Ирска - Енглеска 8-11
Шкотска - Ирска 8-20
Велс - Ирска 10-12
Енглеска - Шкотска 16-3

## Табела
|   | Селекција                     | ИГ | Д | Н | И | ПД | ПП | ПР  | Б |  |
| - | ----------------------------- | -- | - | - | - | -- | -- | --- | - |  |
| 1 | Рагби репрезентација Ирске    | 3  | 2 | 0 | 1 | 40 | 29 | +11 | 4 |  |
| 1 | Рагби репрезентација Велса    | 3  | 2 | 0 | 1 | 28 | 17 | +11 | 4 |  |
| 1 | Рагби репрезентација Енглеске | 3  | 2 | 0 | 1 | 32 | 23 | +9  | 4 |  |
| 4 | Рагби репрезентација Шкотске  | 3  | 0 | 0 | 3 | 11 | 42 | -31 | 0 |  |